# Pluie, pluie va-t'en !
Pluie, pluie va-t'en ! (titre original : Rain, Rain, Go Away!) est une nouvelle de science-fiction d'Isaac Asimov parue aux États-Unis en septembre 1959 dans le magazine Fantastic Universe (en), puis publiée en France dans le recueil Cher Jupiter.

## Résumé
La famille Wright (George, Lilian et leur fils Tommy) a de nouveaux voisins très sympathiques bien que bizarres : les Sakkaro. Cette famille modèle, trop nette même, refuse de risquer tout contact avec l'eau. Ils restent chez eux au moindre nuage, consultent la météo en permanence, ne renversent pas une goutte en servant Lilian lorsqu'elle leur rend visite.
Les Wright tentent quand même d'établir le contact avec les Sakkaro et une très agréable excursion s'ensuit, dans un parc d'attraction. Mais les Sakkaro restent très nerveux à l'idée qu'il pleuve, n'acceptent de manger que de la barbe à papa et exigent de rentrer lorsque leur baromètre portatif commence à baisser.
Un peu intrigués et légèrement déçus, les Wright acceptent de les ramener chez eux ; Lilian ne se prive pas de dire ensuite à son mari qu'ils ont l'air "d'être en sucre". C'est justement alors que l'orage éclate, surprenant les Sakkaro au milieu de leur allée... et ils fondent comme du sucre.
Ainsi les Wright horrifiés apprennent-ils qu'ils ont eu pour voisins des extraterrestres à base de saccharose.